# Matteo Mantini
 (août 2025).
Matteo Mantini, né le 27 août 2007 à Piove di Sacco, est un footballeur italien qui joue au poste de milieu de terrain à l'Inter Milan.

## Biographie

### Carrière en club
Né à Piove di Sacco en Italie, Matteo Mantini est formé par le Calcio Padova, avant de rejoindre en 2021 l'Inter Milan, où il s'illustre en équipes de jeunes.

### Carrière en sélection
Matteo Mantini est convoqué avec l'équipe d'Italie des moins de 17 ans pour participer au Championnat d'Europe des moins de 17 ans qui a lieu en mai et juin 2024. L'Italie atteint la finale de la compétition après sa victoire face au Danemark (1-0),.

## Palmarès
À venir.